# Имхофф, Лаура ван
Лау́ра ван И́мхофф (нидерл. Laura van Imhoff) — нидерландская кёрлингистка и тренер по кёрлингу.
В составе женской сборной Нидерландов участник двух чемпионатов мира (в обоих случаях заняли десятое место) и девяти чемпионатов Европы (лучший результат — пятое место в 1983).
Играла на позиции четвёртого. Была скипом команды.

## Команды
| Сезон   | Четвёртый        | Третий                | Второй                | Первый             | Запасной            | Тренер      | Турниры                              |
| ------- | ---------------- | --------------------- | --------------------- | ------------------ | ------------------- | ----------- | ------------------------------------ |
| 1980—81 | Лаура ван Имхофф | Эрманс ван ден Хаутен | Аннеми де Йонг        | Ханнеке Венинг     |                     |             | ЧЕ 1980 (8 место) ЧМ 1981 (10 место) |
| 1983—84 | Лаура ван Имхофф | Gerrie Veening        | Kniertje van Kuyk     | Ханнеке Венинг     |                     |             | ЧЕ 1983 (5 место)                    |
| 1984—85 | Лаура ван Имхофф | Gerrie Veening        | Ханнеке Венинг        | Йенни Бовенсхен    |                     |             | ЧЕ 1984 (12 место)                   |
| 1985—86 | Лаура ван Имхофф | Gerrie Veening        | Марджори Кверидо      | Йенни Бовенсхен    |                     | Даррелл Элл | ЧЕ 1985 (11 место)                   |
| 1985—86 | Лаура ван Имхофф | Элизабет Венинг       | Йенни Бовенсхен       | Марджори Кверидо   |                     |             | ЧМ 1986 (10 место)                   |
| 1986—87 | Лаура ван Имхофф | Gerrie Veening        | Йенни Бовенсхен       | Mirjam Gast        |                     |             | ЧЕ 1986 (8 место)                    |
| 1987—88 | Лаура ван Имхофф | Gerrie Veening        | Kniertje van Kuyk     | Mirjam Gast        |                     |             | ЧЕ 1987 (11 место)                   |
| 1988—89 | Лаура ван Имхофф | Gerrie Veening        | Йенни Бовенсхен       | Mirjam Gast        |                     |             | ЧЕ 1988 (7 место)                    |
| 1992—93 | Лаура ван Имхофф | Mirjam Boymans-Gast   | Jacobyn Korthals Alks | Viola van den Hurk |                     | Даррелл Элл | ЧЕ 1992 (12 место)                   |
| 1993—94 | Лаура ван Имхофф | Diane Leary           | Jacobyn Korthals Alks | Viola van den Hurk | Mirjam Boymans-Gast |             | ЧЕ 1993 (12 место)                   |

(скипы выделены полужирным шрифтом)

## Результаты как тренера национальных сборных
| Год  | Турнир                            | Сборная              | Место |
| ---- | --------------------------------- | -------------------- | ----- |
| 1994 | Чемпионат Европы по кёрлингу 1994 | Нидерланды (женщины) | 13    |